# NGC 13
NGC 13 je galaksija u zviježđu Andromeda.

## Vanjske poveznice
- SEDS: NGC 0013